# Belle Rose
Belle Rose ist eine Siedlung auf gemeindefreiem Gebiet im Assumption Parish im US-amerikanischen Bundesstaat Louisiana. Zu statistischen Zwecken ist der Ort zu einem Census-designated place (CDP) zusammengefasst worden. Im Jahr 2020 hatte Belle Rose 1698 Einwohner.

## Geografie
Belle Rose liegt im mittleren Südosten Louisianas, am westlichen Ufer des Bayou Lafourche, einem früheren Mündungsarm des Mississippi. Die geografischen Koordinaten von Belle Rose sind 30°03′02″ nördlicher Breite und 91°02′29″ westlicher Länge. Der Ort erstreckt sich über eine Fläche von 5,4 km². 
Benachbarte Orte von Belle Rose sind Donaldsonville (9,1 km nordöstlich), Convent (33,6 km östlich), Saint James (32,9 km ostsüdöstlich), Plattenville (10,4 km südsüdöstlich), Paincourtville (an der südlichen Ortsgrenze) und White Castle (20,8 km nordwestlich).
Die nächstgelegenen größeren Städte sind Louisianas Hauptstadt Baton Rouge (73,5 km nördlich) und Louisianas größte Stadt New Orleans (108 km östlich) und Lafayette (146 km westlich).

## Verkehr
Der am Bayou Lafourche entlangführende Louisiana Highway 1 ist die Hauptstraße von Belle Rose. Den südlichen Ortsrand bildet der den Bayou Lafourche querende Louisiana Highway 70. Alle weiteren Straßen sind untergeordnete Landstraßen, teils unbefestigte Fahrwege sowie innerstädtische Verbindungsstraßen.
Die nächsten Flughäfen sind der Lafayette Regional Airport (147 km westlich), der Baton Rouge Metropolitan Airport (86,2 km nördlich) und der größere Louis Armstrong New Orleans International Airport (89,4 km östlich).

## Bevölkerung
Nach der Volkszählung im Jahr 2010 lebten in Belle Rose 1902 Menschen in 708 Haushalten. Die Bevölkerungsdichte betrug 352,2 Einwohner pro Quadratkilometer. In den 708 Haushalten lebten statistisch je 2,69 Personen. 
Ethnisch betrachtet setzte sich die Bevölkerung zusammen aus 41,1 Prozent Weißen, 58,0 Prozent Afroamerikanern, 0,2 Prozent amerikanischen Ureinwohnern, 0,1 Prozent Asiaten, 0,1 Prozent Polynesiern sowie 0,1 Prozent aus anderen ethnischen Gruppen; 0,4 Prozent stammten von zwei oder mehr Ethnien ab. Unabhängig von der ethnischen Zugehörigkeit waren 0,4 Prozent der Bevölkerung spanischer oder lateinamerikanischer Abstammung. 
25,3 Prozent der Bevölkerung waren unter 18 Jahre alt, 60,3 Prozent waren zwischen 18 und 64 und 14,4 Prozent waren 65 Jahre oder älter. 53,0 Prozent der Bevölkerung war weiblich.
Das mittlere jährliche Einkommen eines Haushalts lag bei 43.203 USD. Das Pro-Kopf-Einkommen betrug 23.682 USD. 14,4 Prozent der Einwohner lebten unterhalb der Armutsgrenze.